# Jarrid Mendelson
Jarrid Mendelson (1973) es un músico, compositor de bandas sonoras para videojuegos, que trabaja con Electronic Arts. En 1999 ayudó a Frank Klepacki en la realización de la banda sonora del juego Command & Conquer: Tiberian Sun. Es el autor de toda la banda sonora de la Casa Ordos, en el videojuego Emperor: Battle for Dune.
Otros trabajos de Mendelson son: el tema musical «The Ultimate» para Ultimate Fighting Championship.